# Lorostemon
Lorostemon é um género botânico pertencente à família Clusiaceae.

## Espécies
| - Lorostemon bombaciflorum - Lorostemon bombaciflorus - Lorostemon coelhoi | - Lorostemon colombianum - Lorostemon negrense - Lorostemon stipitatus |